# يوج ياسو
يُوجِ ياسو (باليابانية: 八十 祐治) (31 أكتوبر 1969 في تاكاتسوكي في اليابان – )؛ هو لاعب كرة قدم ياباني سابق كان يلعب كلاعب وسط.

## وصلات خارجية
- يوج ياسو على موقع رابطة كرة القدم اليابانية للمحترفين (اليابانية)
- يوج ياسو على موقع عالم كرة القدم.نت (الإنجليزية)